# アレンジボール
アレンジボールとは、遊技機の区分のひとつ。厳密にはパチンコ（ぱちんこ遊技機）とは異なる区分に属する遊技機（アレンジボール遊技機）であるが、後述するアレパチが登場して以降、現在はパチンコの一分野として扱われている。

## 概要
メダル（コイン）を投入することによって遊技を開始する（店によって異なるが200円で3枚あるいは100円で2枚のメダルを貸し出すのが一般的だった）。
1ゲームにつき16個の玉（パチンコ台内部で循環する構造のため、玉を実際に手に取ることはできない）が与えられ、打ち出しレーンにストックされる。ストックされた玉はハンドルを操作することによって盤面へと打ち出され、盤面に配された1～16の番号ポケットへ入球（この時点では払い出しが発生しないため「入賞」ではなく「入球」と表現する）があると、各番号に対応したランプが点灯する。ランプは基本的に盤面中央の番号指示盤に4×4のマス目に区切られて配置されており、1〜16までの番号が割り振られている。なお番号ポケットや番号指示盤のレイアウトは機種により異なる。
盤面には一般的なパチンコ台のようなアウト穴は存在せず、打ち出された玉は最終的に必ず番号ポケットのいずれかに入球する。尚、リプレイ口への入球は再び打ち出しレーンに戻され、再び打ち出す事ができる。与えられた玉を全て打ち込むか、清算ボタンを押下、あるいは新たにメダルを投入することによりゲームオーバーとなる。
一般的には、点灯したランプの配列が「縦に4つ並び」「横に4つ並び」「中央の4つ」のいずれかに該当すれば得点となり、これらの組み合わせが複数となった場合は合算され、得点に応じた枚数のメダルが清算時に払い出される。規定により、1ゲームで獲得できる最高得点が投入したメダル数の10倍の10点と定められており、ランプが全点灯してパーフェクトとなった場合も10点とし、10枚目以降（11枚以上）のメダルは払い出されない。
機種によっては、得点が2倍となる入球口や、同時に複数の番号ランプが点灯する入球口、中には入球口にチューリップを採用してチャンスを拡大したものや、入球と同時にメダルが払い出される「入賞口」を持ったものも存在する。
1982年頃にパチンコの「フィーバー」をはじめとするデジパチの大ヒットによる影響を受け、デジタル表示による「大当たり役」を搭載した機種の「アレンジフィーバー」も登場した。アレンジボールとしての機能は同様であるがゲーム性は大きく異なり、代表的なものはゲーム開始と同時にデジタル図柄が変動し、特定図柄の表示によって大当たり状態となる機能を有する。一度大当たり状態に入ると以降、1ゲーム毎に最高得点が容易に獲得可能となり、店側が定めた打ち止めに達して電源を切るまで継続する。これら過激な機種の登場により従来機種は便宜上、「普通機」と分類されるようになった。
同時期に、遊戯の際に一般的なパチンコ機と同様にメダルではなく貸し玉によるパチンコ玉を使用する、いわゆるアレパチが登場した。当初は従来のアレンジボール同様に手打ち式でハンドルを操作するものも僅かにあったが、やがて電動ハンドル式が一般的となり、更にゲーム性も普通機タイプからデジタル要素を主体としたものに移り変わっていった。中でも、デジタル抽選によって特定のチューリップが開放し、通常は殆ど入球の可能性がない番号ポケットへの入球が容易となるタイプは、店側の設定した打ち止め個数まで継続的に出玉獲得が可能な「一発台」と同様の扱いとなり、広く支持された。
その後、一般的なパチンコ機と同様に1990年の新要件化によって、ゲーム性はデジタル抽選によって大当たりを連続して獲得するものが主流となり、パチンコ機の「権利物」とほぼ同様のゲーム性となった。これによりアレンジボール本来のゲーム性は殆ど失われてしまった。

## アレパチ
太陽電子はコインではなくパチンコ玉を使用し、パチンコ台と同じシマに入れられるようにした「アレパチ」を開発して1982年に発売した。「アレパチ」の名称は、タイヨーエレックの登録商標である。以後、玉の払い出され方や保留玉の有無などが違うのみでデジパチや権利物と大差なく、パチンコ感覚で遊べるようになった。ただし4×4のボードの代わりに番号の上にランプが点灯するようになり、1 - 4、8 - 11など4連続の点灯で1点、特定の4連続の点灯でジャックポットとして3点が得点されるようになった。最高得点はアレンジボールと同じ10点（投入した玉数の10倍）である。
初期のアレパチはゲームの途中で中断して清算が可能だったが、本来のプレイ料金は1ゲーム16球であり、アレンジボールでは途中清算しても残余遊技球に対する払い戻しが存在しないことと、途中清算を認めると「投入球数の10倍」という払い出し制限に抵触する（例えば5球で10点を得てその時点で途中清算すると5球に対して160球の払い戻しがあり、投入球数の32倍もの払い出しを行うことになる）ため、現行の規定では途中清算は禁止されている。
次第に射幸心を煽る仕様へ発展し、後に強制撤去などの規制を受けた。2004年の規則変更でパチンコCR機同様の出玉性能にするには複雑な遊技方法を強いられ、逆用された攻略が通用して早期に撤去された。

## 現在の様子
現在、規則変更及び規制強化によりいわゆる「みなし機」の撤去が義務付けられ、そのすべてが「みなし機」に該当するアレンジボールは、猶予期間満了とともに撤去された。このため、現行機種の存在しないアレンジボールは、ホールで活躍する現役としては存在しない。アレパチに関してはみなし機扱いとなり、極めて少数ながらパチンコ店に設置されたものが残っていたが､2017年に｢風俗営業等の規制及び業務の適正化等に関する法律施行規則及び遊技機の認定及び型式の検定等に関する規則の一部を改正する規則｣が公布され､それまで暗黙の了解で設置され続けていたみなし機が全て法律違反となり､新型コロナウイルス感染症 (2019年)の影響で数度の期限延期が行われながらも2022年1月末を持って全てのホールから姿を消した。パチンコと異なり大規模な補給装置や8号営業に適応させるための改造などを必要としないため、パチンコのシマへの設置ではなく、自立設置可能なように足をつけられたりアップライト筐体にされたりした8号営業向けの機種も多く存在しており、2022年2月以降は一部がゲームセンターなどで稼動するのみとなっている。
アレパチやパロットとは逆に、パチスロのシマに組み入れ可能なアレンジボールや雀球を新しく開発しているメーカーもあるが、アレンジボールはみなし機撤去後も検定通過にこぎつけておらず、復活していない。検定自体は現在も受け付けられており、雀球に関しては近年でも動きが見られる。
2018年の規則改定で、パチンコ等と同様に型式名の頭文字が変更され､アレンジボールについては『R』が付与されることが決定した｡
台湾においては日本で稼働していたアレパチをそのまま利用、もしくは改造して台湾オリジナル機種として台湾のパチンコ店に設置が行われており2023年現在でも遊技が可能｡

## 代表機種
- アレジン（藤商事）
- エキサイト（藤商事）
- アレンジマン（藤商事）
- アレキング（藤商事）
- サンライズ（藤商事）
- シャトル21（藤商事）
- 7UP （藤商事）
- スーパーイーグル（藤商事）
- バカづき浜ちゃん（太陽電子（現・タイヨーエレック））
- スーパーアレパチ（太陽電子（現・タイヨーエレック））
- ワイワイワイ、ワイワイワイ2（太陽電子（現・タイヨーエレック））
- スロットル1号（太陽電子（現・タイヨーエレック））
- スロットル2号（太陽電子（現・タイヨーエレック））
- スロットル5号（太陽電子（現・タイヨーエレック））
- パラダイス（太陽電子（現・タイヨーエレック））
- タックル（太陽電子（現・タイヨーエレック））
- クラッシュ（太陽電子（現・タイヨーエレック））
- バロン（太陽電子（現・タイヨーエレック））
- メカコング（太陽電子（現・タイヨーエレック））
- クラウンAP（太陽電子（現・タイヨーエレック））
- CRビッキーチャンスI（SANKYO）